# Ivan Vazov
Ivan Vazov (în bulgară Иван Вазов; n. 9 iulie 1850, Sopot, Imperiul Otoman – d. 22 septembrie 1921, Sofia, Regatul Bulgariei) a fost un poet, romancier și dramaturg bulgar.

### Carieră
Anii tinereții sunt consacrați studiului istoriei și filologiei, cunoașterii poeziei clasice ruse și franceze, Vazov declarându-se un discipol al lui Victor Hugo. Prin activitatea în cadrul Societății Literare a Emigranților Bulgari în România, s-a apropiat de literatura română. Primele versuri au fost publicate în gazeta Societății Literare din Brăila, nucleul viitoarei Academii de Științe a Bulgariei.
Ivan Vazov primește consacrarea oficială de poet al națiunii bulgare după apariția a trei volume de versuri la București: Prapur și guslă (1876), Tristețile Bulgariei (1877) și Mireasma liliacului (1879). Lirica sa patriotică este influențată la început de poezia lui Botev, de modelul versului popular. Decepționat de modul în care politicienii vremii s-au îndepărtat de idealurile Renașterii naționale, în poezia lui apar accente critice pline de patos.
Participă la toate evenimentele legate de istoria poporului său. În cei 50 de ani de activitate, și-a urmat menirea exprimată în versurile: Clopot să fii: revoltei să-i dai duh / ți cântecu-n mulțime va pătrunde!
A fost ales membru al Academiei Bulgare. 
Opere alese (20 de volume) au fost publicate în anii 1955-1957.